# كريستوفر خايمي
كريستوفر خايمي (بالإنجليزية: Christopher Jaime)‏ هو لاعب كرة قدم أمريكي، ولد في 20 مارس 2004 في سان دييغو في الولايات المتحدة.